# The Great Escape (альбом)
| Оценки критиков  | Оценки критиков |
| Источник         | Оценка          |
| ---------------- | --------------- |
| Allmusic         | [ 2 ]           |
| NME              | [ 3 ]           |
| Q                | [ 4 ]           |
| Robert Christgau | [ 5 ]           |
| Rolling Stone    | [ 6 ]           |

The Great Escape — четвёртый студийный альбом британской группы Blur. Диск вышел в Великобритании 11 сентября 1995 года (лейбл Food/EMI Records). Американское издание выпущено 26 сентября 1995 года. Японская версия альбома переиздана 29 марта 2002 года и 21 апреля 2003 года. Наивысшая позиция в британских чартах — 1 место. В Великобритании получил статус трижды платинового.
С альбома вышло 4 сингла, среди которых «Country House» (первый сингл группы, достигший первого места в UK Singles Chart), «The Universal», «Stereotypes» и «Charmless Man».

## Песни
- Композиция «Stereotypes» впервые была исполнена на закрытом выступлении группы в Дублинском замке. Её предполагалось выпустить в качестве первого сингла, но песня «Country House» получила большее признание и заняла её место.
- Композиция «Mr. Robinson’s Quango» стала первым треком, записанным для альбома. Слово «Quango» — это сокращение от «Quasi-Autonomous Non-Governmental Organisation» («квази-автономная неправительственная организация»).
- Рассказчик в композиции «Ernold Same» — Кен Ливингстон, мэр Лондона в 2000—2008 годах.
- «Dan Abnormal» — это псевдоним-анаграмма Дэймона Албарна. В песне речь идет о сумасшедшем фанате.
- Композиция «Yuko & Hiro» первоначально называлась «Japanese Workers».

## Список композиций
1. «Stereotypes»
2. «Country House»
3. «Best Days»
4. «Charmless Man»
5. «Fade Away»
6. «Top Man»
7. «The Universal»
8. «Mr. Robinson’s Quango»
9. «He Thought of Cars»
10. «It Could Be You»
11. «Ernold Same»
12. «Globe Alone»
13. «Dan Abnormal»
14. «Entertain Me»
15. «Yuko and Hiro»

## Участники записи
- Дэймон Албарн — вокал, пианино, клавишные
- Грэм Коксон — электрическая и акустическая гитара, саксофон, бэк-вокал
- Алекс Джеймс — бас-гитара
- Дэйв Раунтри — ударные, перкуссия